# Omentalna burza
Omentalna burza (bursa omentalis) je s potrebušnico (peritonejem) obložen prostor med želodcem, dvanajstnikom, jetri in trebušno slinavko. Skozi epiploični foramen je povezana s potrebušnično (peritonealno) votlino. Gre za kompleksno in pomembno anatomsko strukturo, ki kot pregrada varuje okolne organe pred širjenjem patoloških procesov. Velikost in oblika omentalne burze sta odvisni od velikosti osebe, predvsem pa od položaja želodca.

## Anatomija
Omentalna burza zajema glavno votlino, ki leži za želodcem, in tri žepna (recesuse):
- zgornje omentalno žepno,
- spodnje omentalno žepno,
- vranično žepno.

## Klinični pomen
Omentalna burza je lahko vpletena v vnetne, neoplastične in infekcijske procese ali pa prizadeta zaradi poškodbe bližnjih organov, kot so jetra in trebušna slinavka.
V omentalni burzi se lahko nabirajo tekočine, npr. vnetni eksudat pri vnetju potrebušnice, akutnem vnetju trebušne slinavke, predrtju želodčne stene ali prečnega debelega črevesa ter pri gnojnih procesih v tkivu ob levi ledvici. Po kirurških posegih na žolčniku ali žolčnih izvodilih ali pri njihovih poškodbah lahko pride do izlitja žolča v omentalno burzo. Vnetje peritoneja omentalne burze lahko privede do delnega ali popolnega zlepljanja sten. Zaradi krvavitve iz organov in žilja v stenah omentalne burze se v njej lahko nabirajo kri ali krvni strdki.
V njej se lahko razrastejo tudi benigne in maligne novotvorbe, ki večinoma izvirajo iz organov v stenah omentalne burze.